# Тернопільський комбінат хлібопродуктів
Тернопільський комбінат хлібопродуктів є філією ПАТ "Державна продовольчо-зернова корпорація України".

## Історія
Перші згадки про Тернопільський комбінат хлібопродуктів відносяться до 1939 року. На території підприємства знаходилось торгове місце, де відбувався обмін зерна на промислові товари або селяни просто продавали збіжжя та різноманітну сільськогосподарську продукцію. Перевагу на цих торгах мала родина польських євреїв, у володінні якої було декілька дерев'яних складів.
Після приєднання Західної України до СРСР (1939 р.), на даній місцині влада створила пункт «Заготзерно», де проводилася заготівля зерна, фуражу та сіна для потреб радянської армії.
Під час окупації з 1941 до 1944 року німецькі війська використовували складські приміщення заготівельного пункту для своїх потреб. В цей час додатково було зведено два невеликі склади для зерна.
У травні 1945 року Тернопільський пункт «Заготзерно» був перейменований на реалізаційну базу хлібопродуктів, значно розширились функції підприємства: крім заготівлі зерна та насіння від сільгосптоваровиробників, розпочався прийом і реалізація насіння, комбікормів, крупів, борошна.
До 60-х років було збудовано кілька цегляних складів для зерна та готової продукції, а також зерносушарки на 5 тонн на годину, невеликий комбікормовий цех, декілька стаціонарних автомобілерозвантажувачів, вантажних рамп, збільшена протяжність залізничних колій на території підприємства тощо. Повоєнний час відзначався суворою дисципліною та 12-14-ти годинним робочим днем. Під час вивантаження залізничних вагонів робота тривала цілодобово. Як свідчать документи відділу кадрів, за спізнення, прогул, появу на робочому місці у нетверезому стані, звинувачені суворо карались, аж до передачі справи до суду. Це автоматично означало ув'язнення або вислання до Сибіру чи на новобудови країни.
Умови праці були надзвичайно важкі, робота була немеханізованою. Особливо важко було жінкам, які працювали на розвантаженні вагонів з продукцією, фасованою, в основному, в 100 кілограмові мішки.
Збільшувались обсяги робіт, чисельність працівників. Підприємство, фактично, забезпечувало борошном, крупами та комбікормами усю Тернопільську область, до того ж відвантажуючи зерно у всі регіони СРСР. До 60-х років XX століття надалі, роль підприємства в забезпеченні хлібопродуктами Західного регіону та заготівлі зерна і відвантаженні продуктів його переробки постійно зростала, усі операції перебували під контролем КПРС та органів КДБ.
У 60-ті роки XX століття підприємство значно розширилось: були збудовані за типовим проектом, а пізніше й механізовані майже всі нині діючі склади, у тому числі: 5 складів хлібоприймальної мережі, 2 — готової продукції, дві зерносушарки ДСП — 32 та ДСП-32-2, змонтовані поточні лінії для приймання і відвантаження зерна, пробовідбірник, вагова і механічна майстерня та адміністративний корпус.
Було також приєднано до підприємства млин 2-х сортового помелу потужністю 20 тонн на добу в Тернопільському районі, який був збудований в 1908 році і раніше належав кооперації. Постійно вдосконалювався технологічний процес на млині з систематичною заміною обладнання на сучасніше, що дозволило довести потужність до 30 тонн на добу з виходом високоякісного борошна 1 та 2 ґатунку.
Керівником до 1979 року був Григорій Мусійович Мельник. В його управлінській команді головним інженером працював Володимир Дмитрович Губін, інженером-механіком — Василь Іванович Небесний, які забезпечували механізацію та автоматизацію виробничих процесів, а відтак і постійне зростання показників.
В колективі сформувались сімейні династії — Небесних, Недошитків та інших.
У 1975 році Кабінетом Міністрів України було прийнято рішення про будівництво в м. Тернопіль, на базі існуючого підприємства, сучасного зернопереробного комплексу в складі елеватора, млина, складів готової продукції, приймальних точок зерна та відвантаження продукції.
Метою будівництва було повне забезпечення Тернопільської та сусідньої областей борошном (особливо вищого ґатунку), яке повністю завозилось із-за меж області.
І вже у 1976 році розпочато будівництво першої черги комплексу — примлинського елеватора місткістю 43, 3 тис. тонн, а за ним другої черги — млина потужністю переробки 300 тонн зерна пшениці на добу зі складами безтарного зберігання борошна місткістю 2, 5 тис. тонн, складу зберігання борошна в мішках місткістю 1 000 тонн, точок відпуску на автоборошновози, залізничні вагони, автотранспорт, цеху фасування борошна. Будівництво комплексу знаходилось під контролем в ЦК КПРС та Кабінеті Міністрів.
Після освоєння проектної потужності Тернопільську реалбазу хлібопродуктів 20 березня 1981 року було перейменовано на Тернопільський комбінат хлібопродуктів.
У 1983–1984 роках стали до ладу великовагові автопідйомники, у 1986 році проведено вперше в Україні реконструкцію зерносушарок ДСП-32 з використанням відпрацьованих газів. Все це дало можливість довести обсяги приймання зерна під час заготівлі до 40-50 тис. тонн.
З 1990 розпочалася підготовка до повної реконструкції млина: було змонтоване сучасне технологічне обладнання швейцарської фірми «Бюллер» — світового лідера борошномельного виробництва. Однак, з розвалом СРСР централізовані поставки обладнання припинилися через брак коштів. Однак після детального аналізу фінансового стану підприємства, завдячуючи зусиллям колективу, було прийнято рішення завершити реконструкцію млинзаводу за власні кошти, переважно своїми силами.
Було проведено серйозну підготовку: здійснено підбір матеріалів, закуплено недопоставлене обладнання, удосконалено проектну документацію, сформовано бригади висококваліфікованих спеціалістів, які підлагоджено і оперативно виконали увесь обсяг робіт.

## На сучасному етапі
Таким чином, у 1995 році було завершено реконструкцію зерноочисного та розмельного відділень млинзаводу, яка дозволила збільшити продуктивність двох незалежних секцій млина до 350 тонн на добу, млин запрацював за сучасною технологією з комп'ютерним управлінням технологічним процесом і сучасними умовами праці для персоналу.
У 1996 році було реконструйовано котельню (переведено на газ), газифіковано роботи зерносушарок ДСП-32.
У березні 1998 року на базі Тернопільського комбінату хлібопродуктів — створено дочірнє підприємство ДАК «Хліб України» «Тернопільський комбінат хлібопродуктів».
З утвердженням «здичавілих» ринкових умов, коли нерівну конкуренцію почали створювати приватні міні-млини, що виникали, як гриби після дощу (понад двохсот лише у Тернопільській області), підприємство увійшло в кризовий стан, який завершився фактично банкрутством та зупинкою виробництва.
У 2006 році з приходом нового керівника П. З. Волошина поступово виробнича обстановка стабілізувалася і справи покращилися: працює млин, налагоджені зв'язки з переробки та приймання зерна на зберігання, розширюються партнерські стосунки з підприємцями. Стабільно виплачується заробітна плата, відсутні борги перед державою та Компанією.
Підприємство живе надіями на краще, на позитивні зміни в податковому законодавстві щодо встановлення рівних конкурентних умов для всіх товаровиробників та сприяння керівництва ДАК «Хліб України».
Колектив підприємства — команда професіоналів, готова працювати в непростих сучасних умовах, яка вбачає розвиток виробництва запорукою завоювання передових позицій на вітчизняному ринку.